# Fast Layne
Fast Layne es una miniserie de comedia estadounidense creada por Travis Braun que se estrenó en Disney Channel el 15 de febrero de 2019 y el 4 de mayo en Hispanoamérica y España. La serie está protagonizada por Sophie Pollono, Brandon Rossel, Sofia Rosinsky y Winslow Fegley.

## Argumento
Layne Reed es una niña brillante cuyos padres viven lejos, por lo que su tía es quien la cuida, además de que convive con su primo pequeño llamado Mel. Ella y sus amigos Cody Castillo y Zora Morris se encuentran con un automóvil sofisticado que estaba oculto en su garage llamado V.I.N. Con la ayuda de Zora, Cody y Mel, Layne se embarca en una aventura de gran velocidad llena de personas malas, agentes secretos y otras cosas que la llevarán a descubrir el misterio de la creación de V.I.N.

## Reparto

### Reparto principal
- Sophie Pollono como Layne Reed[2]
- Brandon Rossel como Cody Castillo[2]
- Sofia Rosinsky como Zora Morris[2]
- Winslow Fegley como Mel

### Voces
- Nate Torrence como La voz de V.I.N.

## Producción
La serie se anunció originalmente en 2017 como una adaptación de la franquicia Herbie e iba a ser desarrollada para Disney XD; está creada por Travis Braun, y los productores ejecutivos de Zeke and Luther, Matt Dearborn y Tom Burkhard. El proyecto luego dio luz verde como una serie limitada para Disney Channel titulada Fast Layne el 9 de marzo de 2018, sin hacer alusión a las obras de Herbie. La serie es producida por Lakeshore Productions. El director de la producción es Hasraf Dulull, mientras que Brian Hamilton y Travis Braun son productores ejecutivos adicionales e Ian Hay es el productor general. Braun también creó la serie.
Fue filmada en Maple Ridge, Columbia Británica, en el área del Gran Vancouver, Canadá; la producción comenzó el 19 de febrero de 2018, y finalizó el 27 de abril de 2018. La serie tuvo un estreno especial en Disney Channel el 15 de febrero de 2019, inmediatamente después del estreno de la película de acción en vivo Kim Possible, antes de establecerse en su horario regular, a partir del 17 de febrero de 2019. La serie está compuesta de ocho episodios.

## Episodios
| N.º en serie | Título                          | Estreno en Estados Unidos | Estreno en Latinoamérica                                   | Código de prod. | Audiencia (millones) |
| ------------ | ------------------------------- | ------------------------- | ---------------------------------------------------------- | --------------- | -------------------- |
| 1            | «Mile 1: The Voice in the Shed» | 15 de febrero de 2019     | 1 de mayo de 2019 (preestreno) 4 de mayo de 2019 (estreno) | 101             | 0.93                 |
| 2            | «Mile 2: Paid to Drive»         | 17 de febrero de 2019     | 11 de mayo de 2019                                         | 102             | 0.56                 |
| 3            | «Mile 3: VIN Goes Wild»         | 17 de febrero de 2019     | 18 de mayo de 2019                                         | 103             | 0.49                 |
| 4            | «Mile 4: Changing Laynes»       | 17 de febrero de 2019     | 25 de mayo de 2019                                         | 104             | —                    |
| 5            | «Mile 5: Road Trip»             | 10 de marzo de 2019       | 1 de junio de 2019                                         | 105             | —                    |
| 6            | «Mile 6: Code Orange»           | 17 de marzo de 2019       | 8 de junio de 2019                                         | 106             | —                    |
| 7            | «Mile 7: On the Run»            | 24 de marzo de 2019       | 15 de junio de 2019                                        | 107             | —                    |
| 8            | «Mile 8: Helicopter Parents»    | 31 de marzo de 2019       | 22 de junio de 2019                                        | 108             | —                    |

## Audiencia
| Temporada | Episodios | Primera emisión       | Primera emisión      | Última emisión      | Última emisión       | Prom. de espectadores (millones) |
| Temporada | Episodios | Fecha                 | Audiencia (millones) | Fecha               | Audiencia (millones) | Prom. de espectadores (millones) |
| --------- | --------- | --------------------- | -------------------- | ------------------- | -------------------- | -------------------------------- |
| 1         | 8         | 15 de febrero de 2019 | 0.93                 | 31 de marzo de 2019 | 0.55                 | 0.57                             |